# Javier Pascual Llorente
Javier Pascual Llorente (Alfaro, 30 marzo 1971) è un ex ciclista su strada spagnolo, professionista dal 1995 al 2005.

## Carriera
Nella sua decennale carriera professionistica, cominciata nel 1995 e terminata nel 2005, Llorente è stato protagonista in varie edizioni della Vuelta a Murcia.
Nel 1996, ultimo anno con la Santa Clara, ha corso il suo primo grande giro, la Vuelta a España, arrivando 69º.
Nel 1998 ha partecipato daccapo alla Vuelta, questa volta con l'Avianca, concludendo al 38º posto.
Nel 1999 vinse una tappa alla Vuelta a Murcia, una tappa alla Vuelta a Colombia e abbandonò il Tour de France, alla sua prima partecipazione.
Nel 2000 vinse una tappa alla Vuelta a la Comunidad Valenciana e arrivò 31° al Tour de France.
Nel 2001 vinse due tappe alla Vuelta a Castilla y León e arrivò 58° alla Grande boucle.
Nel 2003 vinse la Vuelta a Andalucía, assieme ad una tappa, la Vuelta a Murcia, assieme a due tappe, ed arrivò nella top 30 del Tour, e più precisamente il 27°.
Nel 2004 venne riscontrata la sua positività per l'EPO.
Nel 2006, fu coinvolto nella Operación Puerto, fu identificato dalla Guardia Civil come cliente della rete del commercio di sostanze dopanti guidata da Eufemiano Fuentes, con il nome in codice Llorente. Il ciclista spagnolo non fu sanzionato dalla Giustizia spagnola perché ai tempi il doping non era un reato in Spagna, perché non ci furono le prove che dimostrerebbero il suo coinvolgimento nella rete del doping.

## Palmarès
1999
1 tappa della Vuelta a Murcia
1 tappa della Vuelta a Colombia
2000
1 tappa della Vuelta a la Comunidad Valenciana
2001
Vincitore di 2 tappe della Vuelta a Castilla y León
2003
Vuelta a Andalucía
1 tappa
Vuelta a Murcia
2 tappe

## Piazzamenti

### Grandi Giri
1996
- Vuelta a España, 69°

1998
- Vuelta a España, 38°

1999
- Tour de France, Abbandonato

2000
- Tour de France, 31°

2001
- Tour de France, 58°

2003
- Tour de France, 27°